# Lys (departament)
Departamentul Lys (franceză Département Lys) a fost un departament al Franței din perioada revoluției și a primului Imperiu. 
Departamentul a fost format în urma ocupării în 1794 de către trupele revoluționare franceze a Țările de Jos Austriece. Departamentul este numit după numele francez al râului Lys (neerlandeză Leie) iar reședința este în orașul Bruges. Departamentul este divizat în 4 arondismente și 27 cantoane astfel:
- arondismentul Bruges, cantoanele: Ardooie, Bruges, Gistel, Oostende, Ruiselede, Tielt și Torhout.
- arondismentul Kortrijk, cantoanele: Avelgem, Harelbeke, Ingelmunster, Kortrijk, Menen, Meulebeke, Moorsele, Oostrozebeke și Roeselare.
- arondismentul Veurne, cantoanele: Diksmuide, Haringe, Nieuwpoort și Veurne.
- arondismentul Ypres, cantoanele: Elverdinge, Hooglede, Mesen, Passendale, Poperinge, Wervik și Ypres.

În urma înfrângerii lui Napoleon la Waterloo, teritoriul intră în componența Regatului Unit al Țărilor de Jos în cadrul căreia formează provincia Flandra de Est, provincie existentă în prezent în Belgia. 